# خالد محسود
خالد محسود (1973 - 8 فبراير 2018) كان الرجل الثاني ونائب زعيم حركة طالبان باكستان السابق الملا فضل الله، ينتمي لقبيلة محسود في جنوب وزيرستان في باكستان. كان الزعيم السابق لفرع طالبان باكستان في جنوب وزيرستان. أعلن مسؤولو المخابرات الباكستانية أنه قد قُتل مع 12 مسلحًا آخرين في 25 نوفمبر 2015 في غارة جوية بطائرة بدون طيار نفذتها الولايات المتحدة، ولكن نفى عزام طارق الخبر، واتضح فيما بعد عدم صحته، قُتل في غارة جوية بطائرة بدون طيار في 8 فبراير 2018 في شمال وزيرستان بالقرب من الحدود مع أفغانستان. وخلفه في منصب نائب زعيم الحركة مفتي نور محسود.

## نشأته
ولد حوالي سنة 1973 في جنوب وزيرستان، في عائلة تنتمي لقبيلة محسود، والده يدعى مالك محمد. قبل انضمامه إلى طالبان باكستان، كان يدرس في الكلية وانضم لجماعة التبليغ.